# Оздов
Оздов (укр. Оздів) — село в Боратинской сельской общине Луцкого района Волынской области Украины.
Код КОАТУУ — 0722881602. Население по переписи 2001 года составляет 490 человек. Почтовый индекс — 45650. Телефонный код — 332. Занимает площадь 1,485 км².